# 余靖
（1000年—1064年），原名希古，字安道，号武溪，韶州人（今广东省韶关市），北宋政治人物，宋仁宗时期的谏议大夫。著有《海潮图序》，留有詩文集《武溪集》二十卷。谥忠襄。

## 生平
1000年，余靖生于韶州府，出身于仕宦之家。天資聰穎，刻苦讀書，於24岁时中进士，出任新建县知事及秘书丞，后來官階拜至工部尚书。
景祐三年，余靖因為上書，为被贬的范仲淹辩护而被降职为监筠州酒税。
庆历三年，余靖重新获得取用，出任为谏院右正言，负责向皇帝进谏奏事。余靖正直，敢于谏言，甚到把唾液溅到龙颜之上亦意犹未尽，与欧阳修等同被讚誉为“庆历四谏”之一，提出了「清、公、勤、明、和、慎」的從政六箴。余靖曾經接受命奉出使契丹，运用了外交手段，使到辽朝主折服，维护了宋朝的利益。
皇祐五年（1052年），余靖隨狄青平定了儂智高叛亂，出任廣州知州多年，於离任時，兩袖清風。
英宗二年，在金陵（今南京市）染病辭世，贈予刑部尚書。

## 评价
蔡襄以“風采動朝端”形容之。

## 纪念
廣東余族後人於明代得朝廷賜建風采堂於里，後於多地建立風采堂以紀念余靖。

## 延伸阅读
[在维基数据编辑]
 在维基文库阅读此作者作品
 《宋史/卷320》，出自脱脱《宋史》